# Raión de Berdychiv
Raión de Berdychiv (en ucraniano: Бердичівський район) es un raión o distrito de Ucrania en el óblast de Zhytomyr. La capital es la ciudad de Berdychiv.
Comprende una superficie de 3018,5 km².

## Demografía
Según estimación 2010 contaba con una población total de 31600 habitantes.

## Otros datos
El código KOATUU es 1820800000. El código postal 13300 y el prefijo telefónico +380 4143.